# Wieloryb (film 1967)
Wieloryb (tytuł oryginalny: Кит) – bułgarski film fabularny z roku 1967 w reżyserii Petyra Wasiliewa, na motywach opowiadania Czeremuchina (pseudonim Christo Christowa), wydanego w 1955.

## Fabuła
Statek rybacki Odyseja kończy kolejny nieudany połów, przywożąc jedną szprotkę. Aby nie ponieść konsekwencji z tego powodu kapitan statku fałszuje raport złożony kierownikowi przedsiębiorstwa. W raporcie liczba złowionych ryb jest podana zgodnie z prawdą, ale złowiona ryba urasta do ogromnych rozmiarów. Podobną metodę powiększania rozmiarów osiągniętego sukcesu zastosuje kierownik przedsiębiorstwa w rozmowie z lokalnym przywódcą partii - Kałczo Kałczewem. Przedstawiciele władz dyskutują, czy złowionym okazem jest delfin czy wieloryb. Kiedy wiadomości dotrą do ministerstwa, decyzją odgórną ryba zostaje określona jako wieloryb. Sukces bułgarskiego rybołówstwa powoduje, że powstaje Ministerstwo ds. Wielorybnictwa, flotylla do połowu wielorybów i Festiwal Wieloryba. Biurokratyczna farsa wymyka się spod kontroli.
Zdjęcia do filmu kręcono w Sozopolu i w studiu Bojana. Realizację ukończono w 1967, ale film trzy lata przeleżał na półce. W 1970 jego okrojoną wersję wyświetlano w niewielkich salach kinowych w Sofii i Płowdiwie. Pełną wersję zaprezentowała w 1989 telewizja bułgarska, w 2000 ukazał się na DVD.

## W rolach głównych
- Georgi Kałojanczew jako minister Paruszew
- Dimityr Panow jako Kałczo Kałczew
- Georgi Parcalew jako główny inżynier
- Cwiatko Nikołow jako Petrow, kierownik przedsiębiorstwa połowów
- Najczo Petrow jako pierwszy zastępca
- Georgi Popow jako drugi zastępca
- Grigor Waczkow jako kapitan Gerdżiklijski
- Stojanka Mutafowa jako Stoina, matka kapitana
- Nikoła Dinew jako redaktor
- Georgi Naumow jako telegrafista
- Radoj Ralin jako profesor Bostandżijew, ichtiolog
- Nadia Topałowa jako kierowca
- Renata Kisieliczka jako sekretarka Komsomołu
- Walentina Borisowa jako sekretarka Kałczo Kałczewa
- Katia Czukowa
- Borisław Iwanow
- Gerasim Mładenow
- Walentin Rusecki
- Ewstrati Stratiew